# Шкурка
Шкурката представлява гъвкав абразивен материал, състоящ се от гъвкава основа от тъкан или хартия с нанесен върху нея абразивен прах (зърна). Предназначен е за ръчна или машинната обработка на повърхността на различни материали като метал, дърво, стъкло, пластмаса и други.

## История
Първо споменаване на изделие като шкурката се отнася към 13 век, когато в Китай тя се е изработвала от разтрити раковини, семена и пясък нанесени върху пергамент с помощта на лепило на естествена основа. При някои народи за тези цели се използвани кожа от акула.
Счита се, че съвременната шкурка е изобретена и изработвана промишлена от Джон Оукей.

## Видове шкурка

### В зависимост от зърнистостта на шлайфматериала
| Назначение                                                            | Маркировка по ГОСТ 3647-80 | Маркировка по ISO-6344 | Размер на абразива, мкм |
| Едрозърнести                                                          |                            |                        |                         |
| Много груба обработка                                                 | 80-Н                       | P22                    | 800-1000                |
| Много груба обработка                                                 | 63-Н                       | P24                    | 630-800                 |
| Много груба обработка                                                 | 50-Н                       | P36                    | 500-630                 |
| Груба работа                                                          |                            |                        |                         |
| 40-Н                                                                  | P40                        | 400-500                |                         |
| 32-Н                                                                  | P46                        | 315-400                |                         |
| 25-Н                                                                  | P60                        | 250-315                |                         |
| Първична шлифовка                                                     | 20-Н                       | P80                    | 200-250                 |
| Първична шлифовка                                                     | 16-Н                       | P90                    | 160-200                 |
| Първична шлифовка                                                     | 12-Н                       | P100                   | 125-160                 |
| Първична шлифовка                                                     | 10-Н                       | P120                   | 100-125                 |
| Крайна обработка на меки породи дърво или стара боя                   | 8-Н                        | P150                   | 80-100                  |
| Крайна обработка на меки породи дърво или стара боя                   | 6-Н                        | P180 (Р 220)           | 63-80                   |
| Дребнозърнеста                                                        |                            |                        |                         |
| Окончателна обработка на твърди видове дървесини                      | 5-Н,М63                    | P240                   | 50-63                   |
| Окончателна обработка на твърди видове дървесини                      | 4-Н,М50                    | P280                   | 40-50                   |
| Полиране на покрития, шлифовка между покрития с боя, мокро шлифоване. | М40\Н-3                    | P400                   | 28-40                   |
| Полиране на покрития, шлифовка между покрития с боя, мокро шлифоване. | М28\Н-2                    | P600                   | 20-28                   |
| шлифоване на метал, пластмаса, керамика, мокро шлифоване              | М20\Н-1                    | P1000                  | 14-20                   |
| Още по-фина шлифовка, полиране                                        | М14                        | P1200                  | 10-14                   |
| Още по-фина шлифовка, полиране                                        | М10/Н-0                    | P1500                  | 7-10                    |
| Още по-фина шлифовка, полиране                                        | М7\Н-01                    | P2000                  | 5-7                     |
| Още по-фина шлифовка, полиране                                        | М5\Н-00                    | P2500                  | 3-5                     |

### От вида на шлайфматериала
В миналото са използвани основно естествени материали като кремък, шмиргел и гранат.
В съвременните шкурки се използват синтетични шлайфащи материали като алуминиев оксид, силициев карбид хромен оксид и други.

### В зависимост от начина на захващане към инструмента или машината
Според това как шкурките се захващат към инструментите и машините те се делят на:
- Шкурки с основа от велкро – Захващат се чрез залепване за инструмента или машината. Могат да бъдат кръгли с различен диаметър, правоъгълни, триъгълни (делта). Шкурките с основа велкро могат да бъдат както с отвори за прахоулавяне, така и без.
- Безконечни шкурки (ремъци) – Захващат се за един или няколко вала, като има различни диаметри. Безконечните шкурки могат да бъдат както с основа от плат, така и с основа от хартия.
- Шкурки на руло – Захващат се за вал или плоска повърхност чрез притискане, пристягане или по друг начин. Могат да бъдат с различна широчина на лентата. Могат да бъдат с основа от плат, пластмасова лента или хартия.

### В зависимост от разпределението на абразивните зърна
Разпределението на абразивните зърна върху основата на шкурката за единица повърхност е параметър, свързан с качеството на обработваната повърхност.
- Плътно разпределение - при това разпределение носещата основа на шкурката е покрита изцяло със шлайфзърна, което води до голям процент отнемане на материала. Основно се използва при обработката на метали, когато няма опасност от свързване на обработвания материал с абразива.
- Основата е покрита 70–80 % с шлайфзърна като мястото между абразива може да поеме част от материала, който се сваля с него. Тази шкурка е подходяща за обработка на твърдо дърво, цветни метали, пластмаса и лакови корития.
- Основата е покрита с около 50–70 % шлайфматериал. Това разпределение е подходящо за обработка на иглолистна дървесина, лепилни и други меки материали.

### Видове абразивни материали
- Стъкло
- Гранат
- Кремък
- Шмиргел
- Алуминиев оксид
- Силициев карбид
- Диамант и други